# Mallophora emiliae
Mallophora emiliae är en tvåvingeart som beskrevs av Carrera 1960. Mallophora emiliae ingår i släktet Mallophora och familjen rovflugor. Inga underarter finns listade i Catalogue of Life.